# تاريخ بافاريا
يمتد تاريخ بافاريا من مستوطنته الأولى وتشكيلها كدوقية في القرن السادس من خلال إدراجها في الإمبراطورية الرومانية المقدسة إلى مكانتها كمملكة مستقلة وأخيراً كدولة بوندسلاند كبيرة في جمهورية ألمانيا الاتحادية.

## المستوطنات في وقت مبكر وRaetia الرومانية
كانت هناك العديد من الاكتشافات في العصر الحجري القديم في بافاريا.
كان السكان الأقدمون المعروفون في المصادر المكتوبة هم الكيلتيون ، الذين شاركوا في ثقافة حضارة لاتين الواسعة الانتشار، التي أخضعها الرومان قبل بداية العصر المسيحي مباشرةً، وقاموا بتأسيس مستعمرات بينهم، بما في ذلك أراضيهم في مقاطعتي ريتيا ونوريكوم. كان المركز الروماني للإدارة في هذه المنطقة هو Castra Regina (ريغنسبورغ الحديثة).

## ساق دوقية بافاريا

### بافاريا وAgilolfings تحت قيادة الفرنجة
سرعان ما خضع البافاريون لسيطرة الفرنجة، ربما دون صراع جاد. اعتبر الفرنجة هذه المنطقة الحدودية منطقة عازلة ضد الشعوب في الشرق، مثل الأفار والسلاف، ومصدرًا للقوة البشرية للجيش. في وقت ما حوالي عام 550 بعد الميلاد وضعوه تحت إدارة الدوق - ربما الفرنجة أو ربما من بين الأسر الرائدة المحلية - الذي كان من المفترض أن يكون بمثابة حاكم إقليمي لملك الفرنجة. أول دوق معروف كان غاريبالد الأول، وهو أحد أفراد عائلة أجيلولفينج القوية. كانت هذه بداية سلسلة من الدوقات Agilolfing التي كانت تستمر حتى 788 م.

## العصور الحديثة

### بافاريا خلالجمهورية فايمار

بافاريا خلال جمهورية فايمار. إقليم بافاريا الغربي هو نهري بالاتينات، الذي أصبح جزءًا من راينلاند بالاتينات بعد نهاية الحرب العالمية الثانية.

حلت المؤسسات الجمهورية محل المؤسسات الملكية في بافاريا خلال ثورة نوفمبر 1918. أعلن كورت آيزنر، رئيس المجلس الوطني المؤقت، أن بافاريا دولة حرة في 7 نوفمبر 1918. اغتيل أيزنر في 21 فبراير 1919 مما أدى في نهاية المطاف إلى تمرد شيوعي والجمهورية الاشتراكية البافارية التي لم تدم طويلا ( Bayerische Räterepublik أو Münchner Räterepublik ) التي أعلنت في 6 أبريل 1919. بعد قمع عنيف من قبل عناصر من الجيش الألماني وخاصة الفريكوربس، سقطت جمهورية بافاريا الاشتراكية في 3 مايو 1919. دستور بامبرغ ( Bamberger Verfassung ) صدر في 14 أغسطس 1919 بإنشاء دولة بافاريا الحرة داخل جمهورية فايمار.
أصبحت ميونيخ معقلًا للتطرف: في عام 1919، كانت الجمهورية السوفيتية البافارية وانقلاب بير هول لعام 1923 التي ضمت إريك لودندورف وأدولف هتلر. بالنسبة لمعظم جمهورية فايمار، على الرغم من هيمنة بافاريا على حزب الشعب البافاري المحافظ نسبيا. لقد كان حزب الشعب الجمهوري هو حزب كاثوليكي يمثل التقاليد البافارية المتمثلة في المحافظة المحافظة، والتي تم من خلالها نقل المشاعر الملكية وحتى الانفصالية. فشلت محاولة بدعم من ائتلاف عريض من الأحزاب، لإنشاء روبريخت ، ولي عهد بافاريا ، بصفته ستاتسكوميسار يتمتع بسلطات دكتاتورية في عام 1932 لمواجهة النازيين، بسبب الحكومة البافارية المترددة بقيادة هينريش هيلد.

### بافاريا خلالألمانيا النازية
مع صعود النازيين إلى السلطة في عام 1933، تم حل البرلمان البافاري دون انتخابات جديدة. بدلاً من ذلك، تم تخصيص المقاعد وفقًا لنتائج الانتخابات الوطنية في مارس 1933، مما أعطى النازيين وشريكه في الائتلاف، حزب الشعب الوطني الألماني، أغلبية ضيقة بمقعدين بسبب حقيقة أن المقاعد التي فاز بها الحزب الديمقراطي الكردستاني قد تم إبطالها. مع هذه القوة المسيطرة، تم إعلان الحزب النازي الحزب القانوني الوحيد وتم حل جميع الأطراف الأخرى في ألمانيا وبافاريا. في عام 1934، تم حل البرلمان البافاري، مثله مثل كل برلمانات الدولة الأخرى، أيضًا. بعد فترة وجيزة، تم تفكيك بافاريا نفسها خلال إعادة تنظيم الرايخ . بدلاً من الولايات، تم تأسيس رايخسجاو كأقسام فرعية إدارية. تم تقسيم بافاريا إلى ست مناطق، هي Reichsgaue شوابيا وMünchen-Oberbayern وBayerische Ostmark وفرنكونيا وMain-Franken وWestmark.

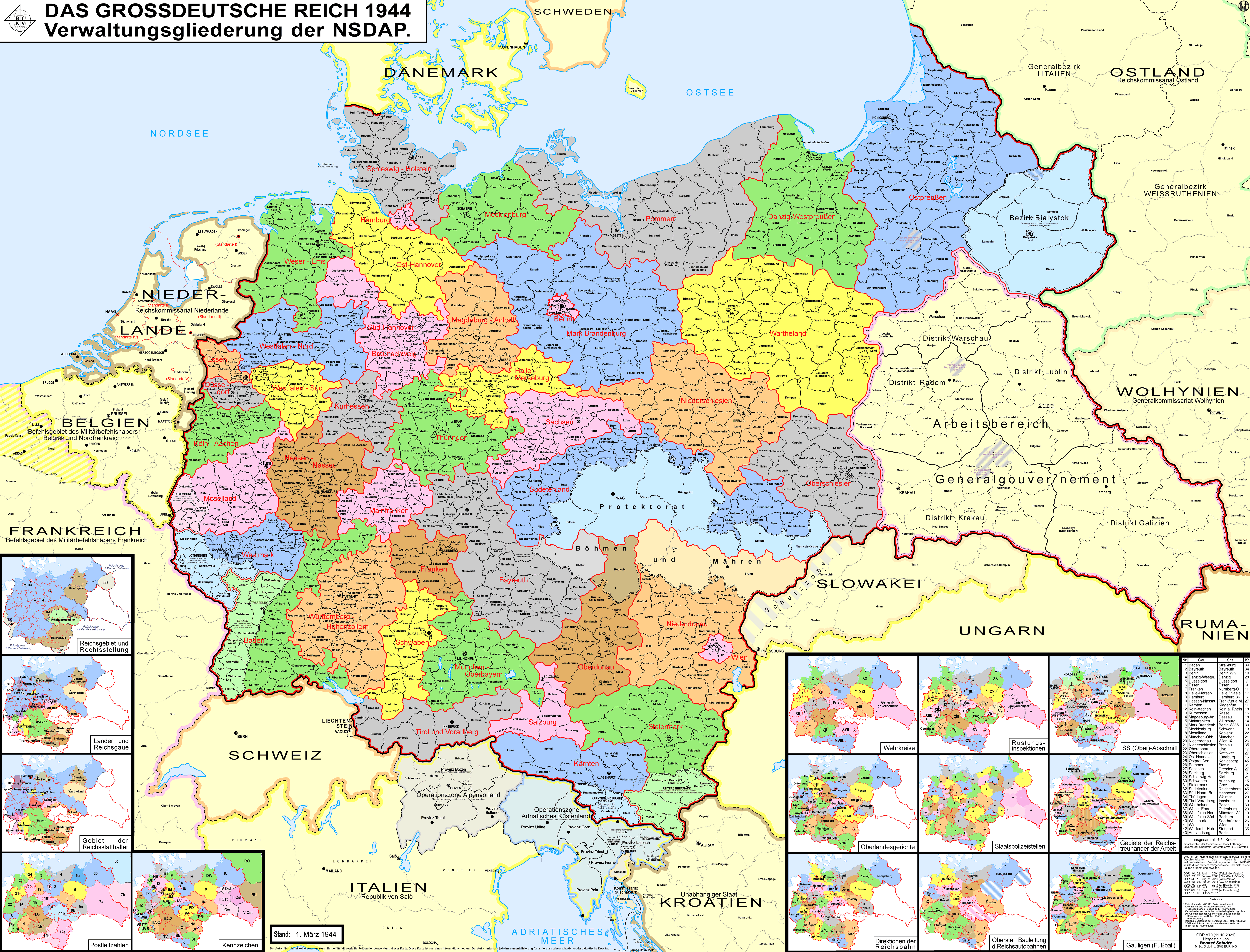
خريطة لألمانيا النازية تُظهر أقسامها الإدارية الفرعية، رايخسجاو

خلال 12 عامًا من الحكم النازي، كانت بافاريا أحد الأماكن المفضلة لهتلر، وقضى الكثير من الوقت في مقر إقامته في أوبيرسالزبرج . كان معسكر الاعتقال داكاو في داخاو، بالقرب من ميونيخ، أول من يتم تأسيسه. لكن بافاريا كانت أيضًا مسرحًا للمقاومة السلبية للنظام، وأشهرها هي الوردة البيضاء. أصبحت نورنبرغ، ثاني أكبر مدينة في بافاريا ، مسرحًا للتجمعات الحاشدة، رالي نورنبرغ. ومن المفارقات أن آخر هؤلاء في عام 1939، بعنوان Reichsparteitag des Friedens ( Reichsparteitag of peace )، تم إلغاؤه بسبب اندلاع الحرب العالمية الثانية. بعد الحرب، التي تم اختيارها بعناية لهذا السبب، أصبحت المدينة موقع محاكمات جرائم الحرب، محاكم نورمبرغ العسكرية.
بينما كان يوجد في بافاريا ما يقرب من 54000 يهودي يعيشون في حدودها في نهاية القرن العشرين، بحلول عام 1933 كان 41000 منهم لا يزالون يعيشون في الدولة. بحلول عام 1939، تقلص هذا الرقم إلى 16000، وعدد قليل منهم نجوا من الحكم النازي.

### بافاريا خلال جمهورية ألمانيا الاتحادية
بعد نهاية الحرب العالمية الثانية، احتلت بافاريا لفترة من قبل القوات الأمريكية، التي أعادت تأسيس الدولة في 19 سبتمبر 1945 ،  وخلال الحرب الباردة كانت جزءًا من ألمانيا الغربية. في عام 1946 فقدت بافاريا منطقتها على نهر الراين، بالاتينات. تسبب الدمار الناجم عن القصف الجوي أثناء الحرب بالإضافة إلى حقيقة أن بافاريا كانت تستقبل أكثر من مليوني لاجئ من أجزاء من ألمانيا تحت الاحتلال السوفيتي، في مشاكل كبيرة للسلطات.
بعد أن فقدت CSU أكثر من 17٪ من الأصوات في انتخابات ولاية بافاريا عام 2008، أعلن الوزير الحالي غونتر بيكشتاين ورئيس CSU إرفين هوبر، استقالتهما. تم اقتراح هورست سيهوفر بسرعة كخليفة له. في مؤتمر للحزب في 25 أكتوبر تم تأكيده كرئيس جديد لـ CSU، وفي 27 أكتوبر تم انتخابه وزيرا لرئيس حزب برلمان بافاريا بأصوات من الحزب الديمقراطي الحر، وتشكيل أول حكومة ائتلافية في بافاريا منذ عام 1962.
عقدت عملية مبادرة المواطن للحظر الكامل للتدخين في 4 يوليو 2010 وتمت الموافقة عليها من قبل واحد وستين في المئة من الناخبين المؤهلين في بافاريا. أصبح الحظر الجديد للتدخين ساري المفعول في 1 آب (أغسطس) 2010 وقد يكون بمثابة سابقة للولايات الألمانية الأخرى لتبني الحظر الشامل للتدخين.